# Liste der Nummer-eins-Hits in Australien (1947)
Dies ist eine Liste der Nummer-eins-Hits in Australien im Jahr 1947. In diesem Jahr gab es neun Nummer-eins-Titel und insgesamt siebzehn Nummer-eins-Singles.

| ← 1946 ← | Liste der Nummer-eins-Hits in Australien | Liste der Nummer-eins-Hits in Australien                                                                            | Liste der Nummer-eins-Hits in Australien                                 | 1948 →                                                              |
| \| Zeitraum \| Wo. ges. \| Interpret \| Titel Autor(en) \| Zusätzliche Informationen \| \| (Zeitraum, Wochen auf Platz eins, Interpret, Titel, Autor[en], zusätzliche Informationen) \| \| \| \| \| \| ----------------------------------------------------------------------------------------- \| -------- \| ------------------------------------------------------------------------------------------------------------------- \| ------------------------------------------------------------------------ \| ------------------------------------------------------------------- \| \| 1. Januar 1947 – 31. Januar 1947 4 Wochen (insgesamt 4) \| 4 \| Swing and Sway with Sammy Kaye, Vocal Refrain by Betty Barclay / The Merry Macs \| Laughing on the Outside (Crying on the Inside) Ben Raleigh, Bernie Wayne \| - \| \| 1. Februar 1947 – 31. März 1947 9 Wochen (insgesamt 9) \| 9 \| The Ink Spots Perry Como with Russ Case & his Orchestra \| Prisoner of Love Russ Columbo, Leo Robin, Clarence Gaskill \| - \| \| 1. April 1947 – 30. April 1947 4 Wochen (insgesamt 4) \| 4 \| The Ink Spots Freddy Martin & his Orchestra, Vocal Refrain by Stuart Wade \| To Each His Own Jay Livingston, Ray Evans \| - \| \| 1. Mai 1947 – 31. Mai 1947 4 Wochen (insgesamt 4) \| 4 \| Frank Sinatra with Axel Stordahl & his Orchestra Tex Beneke & The Glenn Miller Orchestra \| Five Minutes More Sammy Cahn, Jule Styne \| - \| \| 1. Juni 1947 – 30. Juni 1947 5 Wochen (insgesamt 5) \| 5 \| Bing Crosby with John Scott Trotter & his Orchestra Dinah Shore \| You Keep Coming Back Like a Song Irving Berlin \| aus Blau ist der Himmel; Oscar-Nominierung 1947 für den besten Song \| \| 1. Juli 1947 – 31. August 1947 9 Wochen (insgesamt 9) \| 9 \| Bing Crosby with Jay Blackton & his Orchestra Perry Como with Russ Case & his Orcherstra \| They Say It’s Wonderful Irving Berlin \| aus Annie Get Your Gun \| \| 1. September 1947 – 30. September 1947 4 Wochen (insgesamt 4) \| 4 \| Al Jolson with Morris Stoloff & his Orchestra Bing Crosby with The Ken Darby Singers & Victor Young & his Orchestra \| The Anniversary Song Al Jolson, Saul Chaplin \| - \| \| 1. Oktober 1947 – 31. Oktober 1947 4 Wochen (insgesamt 4) \| 4 \| Frank Sinatra with Axel Stordahl & his Orchestra Dick Haymes with Gordon Jenkins & & his Orchestra \| Mam’selle Edmund Goulding, Mack Gordon \| aus Auf Messers Schneide \| \| 1. November 1947 – 30. November 1947 5 Wochen (insgesamt 5) \| 5 \| Bing Crosby, Dick Haymes & The Andrews Sisters with Vic Schoen & his Orchestra \| There’s No Business Like Show Business Irving Berlin \| aus Annie Get Your Gun \| \| 1. Dezember 1947 – 31. Dezember 1947 4 Wochen (insgesamt 8) \| 8 \| Al Jolson with Morris Stoloff & his Orchestra Bing Crosby with The Ken Darby Singers & Victor Young & his Orchestra \| The Anniversary Song Al Jolson, Saul Chaplin \| - \| |                                          | |                                                                          |                                                                     |
| ← 1946 |                                          | |                                                                          | → 1948 →                                                            |
| Zeitraum | Wo. ges.                                 | Interpret | Titel Autor(en)                                                          | Zusätzliche Informationen                                           |
| (Zeitraum, Wochen auf Platz eins, Interpret, Titel, Autor[en], zusätzliche Informationen) |                                          | |                                                                          |                                                                     |
| 1. Januar 1947 – 31. Januar 1947 4 Wochen (insgesamt 4) | 4                                        | Swing and Sway with Sammy Kaye, Vocal Refrain by Betty Barclay / The Merry Macs                                     | Laughing on the Outside (Crying on the Inside) Ben Raleigh, Bernie Wayne | -                                                                   |
| 1. Februar 1947 – 31. März 1947 9 Wochen (insgesamt 9) | 9                                        | The Ink Spots Perry Como with Russ Case & his Orchestra                                                             | Prisoner of Love Russ Columbo, Leo Robin, Clarence Gaskill               | -                                                                   |
| 1. April 1947 – 30. April 1947 4 Wochen (insgesamt 4) | 4                                        | The Ink Spots Freddy Martin & his Orchestra, Vocal Refrain by Stuart Wade                                           | To Each His Own Jay Livingston, Ray Evans                                | -                                                                   |
| 1. Mai 1947 – 31. Mai 1947 4 Wochen (insgesamt 4) | 4                                        | Frank Sinatra with Axel Stordahl & his Orchestra Tex Beneke & The Glenn Miller Orchestra                            | Five Minutes More Sammy Cahn, Jule Styne                                 | -                                                                   |
| 1. Juni 1947 – 30. Juni 1947 5 Wochen (insgesamt 5) | 5                                        | Bing Crosby with John Scott Trotter & his Orchestra Dinah Shore                                                     | You Keep Coming Back Like a Song Irving Berlin                           | aus Blau ist der Himmel; Oscar-Nominierung 1947 für den besten Song |
| 1. Juli 1947 – 31. August 1947 9 Wochen (insgesamt 9) | 9                                        | Bing Crosby with Jay Blackton & his Orchestra Perry Como with Russ Case & his Orcherstra                            | They Say It’s Wonderful Irving Berlin                                    | aus Annie Get Your Gun                                              |
| 1. September 1947 – 30. September 1947 4 Wochen (insgesamt 4) | 4                                        | Al Jolson with Morris Stoloff & his Orchestra Bing Crosby with The Ken Darby Singers & Victor Young & his Orchestra | The Anniversary Song Al Jolson, Saul Chaplin                             | -                                                                   |
| 1. Oktober 1947 – 31. Oktober 1947 4 Wochen (insgesamt 4) | 4                                        | Frank Sinatra with Axel Stordahl & his Orchestra Dick Haymes with Gordon Jenkins & & his Orchestra                  | Mam’selle Edmund Goulding, Mack Gordon                                   | aus Auf Messers Schneide                                            |
| 1. November 1947 – 30. November 1947 5 Wochen (insgesamt 5) | 5                                        | Bing Crosby, Dick Haymes & The Andrews Sisters with Vic Schoen & his Orchestra                                      | There’s No Business Like Show Business Irving Berlin                     | aus Annie Get Your Gun                                              |
| 1. Dezember 1947 – 31. Dezember 1947 4 Wochen (insgesamt 8) | 8                                        | Al Jolson with Morris Stoloff & his Orchestra Bing Crosby with The Ken Darby Singers & Victor Young & his Orchestra | The Anniversary Song Al Jolson, Saul Chaplin                             | -                                                                   |

Siehe auch: Nummer-eins-Hits 1947 in den Vereinigten Staaten.